# Johannes Skjøth
Johannes Skjøth (født 1932, død 11. april 1995) var en dansk generalmajor og kommunalpolitiker, der kortvartigt var borgmester i Herlev Kommune fra 1969 til 1970. 
Skjøth, der var født i Sønderjylland, påbegyndte sin militære karriere i 1954, hvor han blev udnævnt til flyverløjtnant II af reserven og påbegyndte sin tjeneste som navigatør i Eskadrille 723. Efter at have afsluttet officersuddannelsen i 1957 med et meget højt karaktergennemsnit modtog han H.M. Kongens Æresvinge i guld. Han uddannede sig senere til ingeniør og blev i 1959 kaptajnløjtnant og i 1963 major. Han gjorde tjeneste ved Flyvematerielkommandoen og underviste i mange år i logistik på Flyvevåbnets Officersskole. I 1972 blev han udnævnt til oberstløjtnant og i 1976 til oberst, hvor han samtidig blev chef for Forsvarsstabens Materielafdeling. Allerede i 1978 blev han dog chef for Flyvematerielkommandoen, en civil stilling, hvor han samtidigt tillagdes graden generalmajor. I 1989 blev han Assistant Chief of Staff ved NATO’s øverste militære stab i Europa, Supreme Headquarters Allied Powers Europe, i Mons i Belgien. Johannes Skjøth blev samtidig leder af Logistics and Manpower Division. I februar 1992 forlod han NATO og Forsvaret og gik på pension.
Efter en del år som medlem af Herlev Kommunalbestyrelse blev han viceborgmester og endte med at blive borgmester, da Valdemar Plantener trak sig mellem to valg grundet alderdom. Hvervet blev dog kortvarigt. Han tiltrådte 1. maj 1969 og fratrådte 31. marts 1970, idet han tabte valget til socialdemokraten Ib Juul.